# Liste der ordentlichen Gerichte in Polen
Diese Liste nennt die ordentlichen Gerichte in Polen.

## Allgemeines
Die Gerichtsorganisation in Polen unterscheidet zwischen der ordentlichen Gerichtsbarkeit, der Verwaltungsgerichtsbarkeit und der Militärgerichtsbarkeit. Mit Stand vom 12. Juli 2021 gab es in Polen
- 11 Appellationsgericht (sądy apelacyjne).
- 47 Bezirksgericht (sądy okręgowe)
- 318 Kreisgericht (sądy rejonowe)

## Liste

### Appellationsgerichte
| Gericht                          | Sitz (polnisch) | Sitz (deutsch) | Zugeordnete Bezirksgerichte |
| -------------------------------- | --------------- | -------------- | --- |
| Sąd Apelacyjny w Białymstoku     | Białystok       | Białystok      | Sąd Okręgowy w Białymstoku, Sąd Okręgowy w Łomży, Sąd Okręgowy w Olsztynie, Sąd Okręgowy w Ostrołęce, Sąd Okręgowy w Suwałkach                                   |
| Sądowi Apelacyjnemu w Gdańsku    | Gdańsk          | Danzig         | Sąd Okręgowy w Bydgoszczy, Sąd Okręgowy w Elblągu, Sąd Okręgowy w Gdańsku, Sąd Okręgowy w Słupsku, Sąd Okręgowy w Toruniu, Sąd Okręgowy we Włocławku             |
| Sądowi Apelacyjnemu w Katowicach | Katowice        | Kattowitz      | Sąd Okręgowy w Bielsku-Białej, Sąd Okręgowy w Częstochowie, Sąd Okręgowy w Gliwicach, Sąd Okręgowy w Katowicach, Sąd Okręgowy w Sosnowcu, Sąd Okręgowy w Rybniku |
| Sąd Apelacyjny w Krakowie        | Kraków          | Krakau         | Sąd Okręgowy w Kielcach, Sąd Okręgowy w Krakowie, Sąd Okręgowy w Nowym Sączu, Sąd Okręgowy w Tarnowie                                                            |
| Sąd Apelacyjny w Lublinie        | Lublin          | Lublin         | Sąd Okręgowy w Lublinie, Sąd Okręgowy w Radomiu, Sąd Okręgowy w Siedlcach, Sąd Okręgowy w Zamościu                                                               |
| Sąd Apelacyjny w Łodzi           | Łódź            | Lodz           | Sąd Okręgowy w Kaliszu, Sąd Okręgowy w Łodzi, Sąd Okręgowy w Piotrkowie Trybunalskim, Sąd Okręgowy w Płocku, Sąd Okręgowy w Sieradzu                             |
| Sąd Apelacyjny w Poznaniu        | Poznań          | Posen          | Sąd Okręgowy w Koninie, Sąd Okręgowy w Poznaniu, Sąd Okręgowy w Zielonej Górze                                                                                   |
| Sąd Apelacyjny w Rzeszowie       | Rzeszów         | Resche         | Sąd Okręgowy w Krośnie, Sąd Okręgowy w Przemyślu, Sąd Okręgowy w Rzeszowie, Sąd Okręgowy w Tarnobrzegu                                                           |
| Sąd Apelacyjny w Szczecinie      | Szczecin        | Stettin        | Sąd Okręgowy w Gorzowie Wielkopolskim, Sąd Okręgowy w Koszalinie, Sąd Okręgowy w Szczecinie                                                                      |
| Sąd Apelacyjny w Warszawie       | Warszawa        | Warschau       | Sąd Okręgowy w Warszawie, Sąd Okręgowy Warszawa-Praga w Warszawie                                                                                                |
| Sąd Apelacyjny w Wrocławiu       | Wrocław         | Breslau        | Sąd Okręgowy w Jeleniej Górze, Sąd Okręgowy w Legnicy, Sąd Okręgowy w Opolu, Sąd Okręgowy w Świdnicy, Sąd Okręgowy we Wrocławiu                                  |

### Bezirksgerichte und Kreisgerichte
| Appellationsgericht              | Bezirksgericht                          | Sitz (polnisch)      | Sitz (deutsch)          | Zugeordnete Kreisgerichte |
| -------------------------------- | --------------------------------------- | -------------------- | ----------------------- | --- |
| Sąd Apelacyjny w Białymstoku     | Sąd Okręgowy w Białymstoku              | Białystok            | Białystok               | Sąd Rejonowy w Białymstoku, Sąd Rejonowy w Bielsku Podlaskim, Sąd Rejonowy w Sokółce |
| Sąd Apelacyjny w Białymstoku     | Sąd Okręgowy w Łomży                    | Łomża                | Lomscha                 | Sąd Rejonowy w Grajewie, Sąd Rejonowy w Łomży, Sąd Rejonowy w Wysokiem Mazowieckiem, Sąd Rejonowy w Zambrowie |
| Sąd Apelacyjny w Białymstoku     | Sąd Okręgowy w Olsztynie                | Olsztyn              | Allenstein              | Sąd Rejonowy w Bartoszycach, Sąd Rejonowy w Biskupcu, Sąd Rejonowy w Giżycku, Sąd Rejonowy w Kętrzynie, Sąd Rejonowy w Lidzbarku Warmińskim, Sąd Rejonowy w Mrągowie, Sąd Rejonowy w Nidzicy, Sąd Rejonowy w Olsztynie, Sąd Rejonowy w Piszu, Sąd Rejonowy w Szczytnie |
| Sąd Apelacyjny w Białymstoku     | Sąd Okręgowy w Ostrołęce                | Ostrołęka            | Ostrolenka              | Sąd Rejonowy w Ostrołęce, Sąd Rejonowy w Ostrowi Mazowieckiej, Sąd Rejonowy w Przasnyszu, Sąd Rejonowy w Pułtusku, Sąd Rejonowy w Wyszkowie |
| Sąd Apelacyjny w Białymstoku     | Sąd Okręgowy w Suwałkach                | Suwałki              | Suwalken                | Sąd Rejonowy w Augustowie, Sąd Rejonowy w Ełku, Sąd Rejonowy w Olecku, Sąd Rejonowy w Suwałkach |
| Sądowi Apelacyjnemu w Gdańsku    | Sąd Okręgowy w Bydgoszczy               | Bydgoszcz            | Bromberg                | Sąd Rejonowy w Bydgoszczy, Sąd Rejonowy w Inowrocławiu, Sąd Rejonowy w Mogilnie, Sąd Rejonowy w Nakle nad Notecią, Sąd Rejonowy w Szubinie, Sąd Rejonowy w Świeciu, Sąd Rejonowy w Tucholi, Sąd Rejonowy w Żninie |
| Sądowi Apelacyjnemu w Gdańsku    | Sąd Okręgowy w Elblągu                  | Elbląg               | Elbing                  | Sąd Rejonowy w Braniewie, Sąd Rejonowy w Działdowie, Sąd Rejonowy w Elblągu, Sąd Rejonowy w Iławie, Sąd Rejonowy w Nowym Mieście Lubawskim, Sąd Rejonowy w Ostródzie |
| Sądowi Apelacyjnemu w Gdańsku    | Sąd Okręgowy w Gdańsku                  | Gdańsk               | Danzig                  | Sąd Rejonowy Gdańsk-Północ w Gdańsku, Sąd Rejonowy Gdańsk-Południe w Gdańsku, Sąd Rejonowy w Gdyni, Sąd Rejonowy w Kartuzach, Sąd Rejonowy w Kościerzynie, Sąd Rejonowy w Kwidzynie, Sąd Rejonowy w Malborku, Sąd Rejonowy w Sopocie, Sąd Rejonowy w Starogardzie Gdańskim, Sąd Rejonowy w Tczewie, Sąd Rejonowy w Wejherowie |
| Sądowi Apelacyjnemu w Gdańsku    | Sąd Okręgowy w Słupsku                  | Słupsk               | Stolp                   | Sąd Rejonowy w Bytowie, Sąd Rejonowy w Chojnicach, Sąd Rejonowy w Człuchowie, Sąd Rejonowy w Lęborku, Sąd Rejonowy w Miastku, Sąd Rejonowy w Słupsku |
| Sądowi Apelacyjnemu w Gdańsku    | Sąd Okręgowy w Toruniu                  | Toruń                | Thorn                   | Sąd Rejonowy w Brodnicy, Sąd Rejonowy w Chełmnie, Sąd Rejonowy w Golubiu-Dobrzyniu, Sąd Rejonowy w Grudziądzu, Sąd Rejonowy w Toruniu, Sąd Rejonowy w Wąbrzeźnie |
| Sądowi Apelacyjnemu w Gdańsku    | Sąd Okręgowy we Włocławku               | Włocławek            | Leslau                  | Sąd Rejonowy w Aleksandrowie Kujawskim, Sąd Rejonowy w Lipnie, Sąd Rejonowy w Radziejowie, Sąd Rejonowy w Rypinie, Sąd Rejonowy we Włocławku |
| Sądowi Apelacyjnemu w Katowicach | Sąd Okręgowy w Bielsku-Białej           | Bielsko-Biała        | Bielitz-Biala           | Sąd Rejonowy w Bielsku-Białej, Sąd Rejonowy w Cieszynie, Sąd Rejonowy w Żywcu |
| Sądowi Apelacyjnemu w Katowicach | Sąd Okręgowy w Częstochowie             | Częstochowa          | Tschenstochau           | Sąd Rejonowy w Częstochowie, Sąd Rejonowy w Lublińcu, Sąd Rejonowy w Myszkowie |
| Sądowi Apelacyjnemu w Katowicach | Sąd Okręgowy w Gliwicach                | Gliwice              | Gleiwitz                | Sąd Rejonowy w Gliwicach, Sąd Rejonowy w Rudzie Śląskiej, Sąd Rejonowy w Tarnowskich Górach, Sąd Rejonowy w Zabrzu |
| Sądowi Apelacyjnemu w Katowicach | Sąd Okręgowy w Katowicach               | Katowice             | Kattowitz               | Sąd Rejonowy w Bytomiu, Sąd Rejonowy w Chorzowie, Sąd Rejonowy Katowice-Wschód w Katowicach, Sąd Rejonowy Katowice-Zachód w Katowicach, Sąd Rejonowy w Mikołowie, Sąd Rejonowy w Mysłowicach, Sąd Rejonowy w Pszczynie, Sąd Rejonowy w Siemianowicach Śląskich, Sąd Rejonowy w Tychach |
| Sądowi Apelacyjnemu w Katowicach | Sąd Okręgowy w Sosnowcu                 | Sosnowiec            | Sosnowitz               | Sąd Rejonowy w Będzinie, Sąd Rejonowy w Dąbrowie Górniczej, Sąd Rejonowy w Jaworznie, Sąd Rejonowy w Sosnowcu, Sąd Rejonowy w Zawierciu |
| Sądowi Apelacyjnemu w Katowicach | Sąd Okręgowy w Rybniku                  | Rybnik               | Rybnik                  | Sąd Rejonowy w Jastrzębiu-Zdroju, Sąd Rejonowy w Raciborzu, Sąd Rejonowy w Rybniku, Sąd Rejonowy w Wodzisławiu Śląskim, Sąd Rejonowy w Żorach |
| Sąd Apelacyjny w Krakowie        | Sąd Okręgowy w Kielcach                 | Kielce               | Kielce                  | Sąd Rejonowy w Busku-Zdroju, Sąd Rejonowy w Jędrzejowie, Sąd Rejonowy w Kielcach, Sąd Rejonowy w Końskich, Sąd Rejonowy w Opatowie, Sąd Rejonowy w Ostrowcu Świętokrzyskim, Sąd Rejonowy w Pińczowie, Sąd Rejonowy w Sandomierzu, Sąd Rejonowy w Skarżysku-Kamiennej, Sąd Rejonowy w Starachowicach, Sąd Rejonowy w Staszowie, Sąd Rejonowy we Włoszczowie |
| Sąd Apelacyjny w Krakowie        | Sąd Okręgowy w Krakowie                 | Kraków               | Krakau                  | Sąd Rejonowy w Chrzanowie, Sąd Rejonowy dla Krakowa-Krowodrzy w Krakowie, Sąd Rejonowy dla Krakowa-Nowej Huty w Krakowie, Sąd Rejonowy dla Krakowa-Podgórza w Krakowie, Sąd Rejonowy dla Krakowa-Śródmieścia w Krakowie, Sąd Rejonowy w Miechowie, Sąd Rejonowy w Myślenicach, Sąd Rejonowy w Olkuszu, Sąd Rejonowy w Oświęcimiu, Sąd Rejonowy w Suchej Beskidzkiej, Sąd Rejonowy w Wadowicach, Sąd Rejonowy w Wieliczce |
| Sąd Apelacyjny w Krakowie        | Sąd Okręgowy w Nowym Sączu              | Nowy Sącz            | Neu Sandez              | Sąd Rejonowy w Gorlicach, Sąd Rejonowy w Limanowej, Sąd Rejonowy w Nowym Sączu, Sąd Rejonowy w Nowym Targu, Sąd Rejonowy w Zakopanem |
| Sąd Apelacyjny w Krakowie        | Sąd Okręgowy w Tarnowie                 | Tarnowskie Góry      | Tarnowitz               | Sąd Rejonowy w Bochni, Sąd Rejonowy w Brzesku, Sąd Rejonowy w Dąbrowie Tarnowskiej, Sąd Rejonowy w Tarnowie |
| Sąd Apelacyjny w Lublinie        | Sąd Okręgowy w Lublinie                 | Lublin               | Lublin                  | Sąd Rejonowy w Białej Podlaskiej, Sąd Rejonowy w Chełmie, Sąd Rejonowy w Kraśniku, Sąd Rejonowy w Lubartowie, Sąd Rejonowy Lublin-Wschód w Lublinie z siedzibą w Świdniku, Sąd Rejonowy Lublin-Zachód w Lublinie, Sąd Rejonowy w Łukowie, Sąd Rejonowy w Opolu Lubelskim, Sąd Rejonowy w Puławach, Sąd Rejonowy w Radzyniu Podlaskim, Sąd Rejonowy w Rykach, Sąd Rejonowy we Włodawie |
| Sąd Apelacyjny w Lublinie        | Sąd Okręgowy w Radomiu                  | Radom                | Radom                   | Sąd Rejonowy w Grójcu, Sąd Rejonowy w Kozienicach, Sąd Rejonowy w Lipsku, Sąd Rejonowy w Przysusze, Sąd Rejonowy w Radomiu, Sąd Rejonowy w Szydłowcu, Sąd Rejonowy w Zwoleniu |
| Sąd Apelacyjny w Lublinie        | Sąd Okręgowy w Siedlcach                | Siedlce              | Siedlce                 | Sąd Rejonowy w Garwolinie, Sąd Rejonowy w Mińsku Mazowieckim, Sąd Rejonowy w Siedlcach, Sąd Rejonowy w Sokołowie Podlaskim, Sąd Rejonowy w Węgrowie |
| Sąd Apelacyjny w Lublinie        | Sąd Okręgowy w Zamościu                 | Zamość               | Zamość                  | Sąd Rejonowy w Biłgoraju, Sąd Rejonowy w Hrubieszowie, Sąd Rejonowy w Janowie Lubelskim, Sąd Rejonowy w Krasnymstawie, Sąd Rejonowy w Tomaszowie Lubelskim, Sąd Rejonowy w Zamościu |
| Sąd Apelacyjny w Łodzi           | Sąd Okręgowy w Kaliszu                  | Kalisz               | Kalisch                 | Sąd Rejonowy w Jarocinie, Sąd Rejonowy w Kaliszu, Sąd Rejonowy w Kępnie, Sąd Rejonowy w Krotoszynie, Sąd Rejonowy w Ostrowie Wielkopolskim, Sąd Rejonowy w Ostrzeszowie, Sąd Rejonowy w Pleszewie |
| Sąd Apelacyjny w Łodzi           | Sąd Okręgowy w Łodzi                    | Łódź                 | Lodz                    | Sąd Rejonowy w Brzezinach, Sąd Rejonowy w Kutnie, Sąd Rejonowy w Łęczycy, Sąd Rejonowy dla Łodzi – Śródmieścia w Łodzi, Sąd Rejonowy dla Łodzi – Widzewa w Łodzi, Sąd Rejonowy w Łowiczu, Sąd Rejonowy w Pabianicach, Sąd Rejonowy w Rawie Mazowieckiej, Sąd Rejonowy w Skierniewicach, Sąd Rejonowy w Zgierzu |
| Sąd Apelacyjny w Łodzi           | Sąd Okręgowy w Piotrkowie Trybunalskim  | Piotrków Trybunalski | Petrikau                | Sąd Rejonowy w Bełchatowie, Sąd Rejonowy w Opocznie, Sąd Rejonowy w Piotrkowie Trybunalskim, Sąd Rejonowy w Radomsku, Sąd Rejonowy w Tomaszowie Mazowieckim |
| Sąd Apelacyjny w Łodzi           | Sąd Okręgowy w Płocku                   | Płock                | Plock                   | Sąd Rejonowy w Ciechanowie, Sąd Rejonowy w Gostyninie, Sąd Rejonowy w Mławie, Sąd Rejonowy w Płocku, Sąd Rejonowy w Płońsku, Sąd Rejonowy w Sierpcu, Sąd Rejonowy w Sochaczewie, Sąd Rejonowy w Żyrardowie |
| Sąd Apelacyjny w Łodzi           | Sąd Okręgowy w Sieradzu                 | Sieradz              | Schieratz               | Sąd Rejonowy w Łasku, Sąd Rejonowy w Sieradzu, Sąd Rejonowy w Wieluniu, Sąd Rejonowy w Zduńskiej Woli |
| Sąd Apelacyjny w Poznaniu        | Sąd Okręgowy w Koninie                  | Konin                | Konin                   | Sąd Rejonowy w Kole, Sąd Rejonowy w Koninie, Sąd Rejonowy w Słupcy, Sąd Rejonowy w Turku |
| Sąd Apelacyjny w Poznaniu        | Sąd Okręgowy w Poznaniu                 | Poznań               | Posen                   | Sąd Rejonowy w Chodzieży, Sąd Rejonowy w Gnieźnie, Sąd Rejonowy w Gostyniu, Sąd Rejonowy w Grodzisku Wielkopolskim, Sąd Rejonowy w Kościanie, Sąd Rejonowy w Lesznie, Sąd Rejonowy w Nowym Tomyślu, Sąd Rejonowy w Obornikach, Sąd Rejonowy w Pile, Sąd Rejonowy Poznań – Grunwald i Jeżyce w Poznaniu, Sąd Rejonowy Poznań – Nowe Miasto i Wilda w Poznaniu, Sąd Rejonowy Poznań – Stare Miasto w Poznaniu, Sąd Rejonowy w Rawiczu, Sąd Rejonowy w Szamotułach, Sąd Rejonowy w Śremie, Sąd Rejonowy w Środzie Wielkopolskiej, Sąd Rejonowy w Trzciance, Sąd Rejonowy w Wągrowcu, Sąd Rejonowy w Wolsztynie, Sąd Rejonowy we Wrześni, Sąd Rejonowy w Złotowie |
| Sąd Apelacyjny w Poznaniu        | Sąd Okręgowy w Zielonej Górze           | Zielona Góra         | Grünberg in Schlesien   | Sąd Rejonowy w Krośnie Odrzańskim, Sąd Rejonowy w Nowej Soli, Sąd Rejonowy w Świebodzinie, Sąd Rejonowy we Wschowie, Sąd Rejonowy w Zielonej Górze, Sąd Rejonowy w Żaganiu, Sąd Rejonowy w Żarach |
| Sąd Apelacyjny w Rzeszowie       | Sąd Okręgowy w Krośnie                  | Krosno               | Krosno                  | Sąd Rejonowy w Brzozowie, Sąd Rejonowy w Jaśle, Sąd Rejonowy w Krośnie, Sąd Rejonowy w Lesku, Sąd Rejonowy w Sanoku |
| Sąd Apelacyjny w Rzeszowie       | Sąd Okręgowy w Przemyślu                | Przemyśl             | Przemysl                | Sąd Rejonowy w Jarosławiu, Sąd Rejonowy w Lubaczowie, Sąd Rejonowy w Przemyślu, Sąd Rejonowy w Przeworsku |
| Sąd Apelacyjny w Rzeszowie       | Sąd Okręgowy w Rzeszowie                | Rzeszów              | Resche                  | Sąd Rejonowy w Dębicy, Sąd Rejonowy w Leżajsku, Sąd Rejonowy w Łańcucie, Sąd Rejonowy w Ropczycach, Sąd Rejonowy w Rzeszowie, Sąd Rejonowy w Strzyżowie |
| Sąd Apelacyjny w Rzeszowie       | Sąd Okręgowy w Tarnobrzegu              | Tarnobrzeg           | Tarnobrzeg              | Sąd Rejonowy w Kolbuszowej, Sąd Rejonowy w Mielcu, Sąd Rejonowy w Nisku, Sąd Rejonowy w Stalowej Woli, Sąd Rejonowy w Tarnobrzegu |
| Sąd Apelacyjny w Szczecinie      | Sąd Okręgowy w Gorzowie Wielkopolskim   | Gorzów Wielkopolski  | Landsberg an der Warthe | Sąd Rejonowy w Gorzowie Wielkopolskim, Sąd Rejonowy w Międzyrzeczu, Sąd Rejonowy w Słubicach , Sąd Rejonowy w Strzelcach Krajeńskich, Sąd Rejonowy w Sulęcinie |
| Sąd Apelacyjny w Szczecinie      | Sąd Okręgowy w Koszalinie               | Koszalin             | Köslin                  | Sąd Rejonowy w Białogardzie, Sąd Rejonowy w Drawsku Pomorskim, Sąd Rejonowy w Kołobrzegu, Sąd Rejonowy w Koszalinie, Sąd Rejonowy w Sławnie, Sąd Rejonowy w Szczecinku, Sąd Rejonowy w Wałczu |
| Sąd Apelacyjny w Szczecinie      | Sąd Okręgowy w Szczecinie               | Szczecin             | Stettin                 | Sąd Rejonowy w Choszcznie, Sąd Rejonowy w Goleniowie, Sąd Rejonowy w Gryficach, Sąd Rejonowy w Gryfinie, Sąd Rejonowy w Kamieniu Pomorskim, Sąd Rejonowy w Łobzie, Sąd Rejonowy w Myśliborzu, Sąd Rejonowy w Stargardzie, Sąd Rejonowy Szczecin-Centrum w Szczecinie, Sąd Rejonowy Szczecin-Prawobrzeże i Zachód w Szczecinie, Sąd Rejonowy w Świnoujściu |
| Sąd Apelacyjny w Warszawie       | Sąd Okręgowy w Warszawie                | Warszawa             | Warschau                | Sąd Rejonowy w Grodzisku Mazowieckim, Sąd Rejonowy w Piasecznie, Sąd Rejonowy w Pruszkowie, Sąd Rejonowy dla miasta stołecznego Warszawy w Warszawie, Sąd Rejonowy dla Warszawy-Mokotowa w Warszawie, Sąd Rejonowy dla Warszawy-Śródmieścia w Warszawie, Sąd Rejonowy dla Warszawy-Woli w Warszawie, Sąd Rejonowy dla Warszawy-Żoliborza w Warszawie |
| Sąd Apelacyjny w Warszawie       | Sąd Okręgowy Warszawa-Praga w Warszawie | Warszawa             | Warschau                | Sąd Rejonowy w Legionowie, Sąd Rejonowy w Nowym Dworze Mazowieckim, Sąd Rejonowy w Otwocku, Sąd Rejonowy w Wołominie, Sąd Rejonowy dla Warszawy Pragi-Północ w Warszawie, Sąd Rejonowy dla Warszawy Pragi-Południe w Warszawie |
| Sąd Apelacyjny w Wrocławiu       | Sąd Okręgowy w Jeleniej Górze           | Jelenia Góra         | Hirschberg              | Sąd Rejonowy w Bolesławcu, Sąd Rejonowy w Jeleniej Górze, Sąd Rejonowy w Kamiennej Górze, Sąd Rejonowy w Lubaniu, Sąd Rejonowy w Lwówku Śląskim, Sąd Rejonowy w Zgorzelcu |
| Sąd Apelacyjny w Wrocławiu       | Sąd Okręgowy w Legnicy                  | Legnica              | Liegnitz                | Sąd Rejonowy w Głogowie, Sąd Rejonowy w Jaworze, Sąd Rejonowy w Legnicy, Sąd Rejonowy w Lubinie, Sąd Rejonowy w Złotoryi |
| Sąd Apelacyjny w Wrocławiu       | Sąd Okręgowy w Opolu                    | Opole                | Oppeln                  | Sąd Rejonowy w Brzegu, Sąd Rejonowy w Głubczycach, Sąd Rejonowy w Kędzierzynie-Koźlu, Sąd Rejonowy w Kluczborku, Sąd Rejonowy w Nysie, Sąd Rejonowy w Oleśnie, Sąd Rejonowy w Opolu, Sąd Rejonowy w Prudniku, Sąd Rejonowy w Strzelcach Opolskich |
| Sąd Apelacyjny w Wrocławiu       | Sąd Okręgowy w Świdnicy                 | Świdnica             | Schweidnitz             | Sąd Rejonowy w Dzierżoniowie, Sąd Rejonowy w Kłodzku, Sąd Rejonowy w Świdnicy, Sąd Rejonowy w Wałbrzychu, Sąd Rejonowy w Ząbkowicach Śląskich |
| Sąd Apelacyjny w Wrocławiu       | Sąd Okręgowy we Wrocławiu               | Wrocław              | Breslau                 | Sąd Rejonowy w Miliczu, Sąd Rejonowy w Oleśnicy, Sąd Rejonowy w Oławie, Sąd Rejonowy w Strzelinie, Sąd Rejonowy w Środzie Śląskiej, Sąd Rejonowy w Trzebnicy, Sąd Rejonowy w Wołowie, Sąd Rejonowy dla Wrocławia – Fabrycznej we Wrocławiu, Sąd Rejonowy dla Wrocławia – Krzyków we Wrocławiu, Sąd Rejonowy dla Wrocławia |